# L'Ombre de l'Hégémon
L'Ombre de l'Hégémon (titre original : Shadow of the Hegemon) est un roman de science-fiction publié en 2000 par Orson Scott Card (États-Unis).
Ce roman est le deuxième tome de La Saga des ombres et fait suite à La Stratégie de l'ombre. 

## Résumé
Bean,  enfant prodige et collaborateur d'Ender, décide d'utiliser ses connaissances militaires pour mettre fin aux manœuvres d'un adolescent mégalomane qui souhaite dominer la Terre. Il devra agir malgré le scepticisme de ceux qui détiennent le pouvoir, tout en tentant de protéger d'ex-collègues de l'école de guerre.